# Lee (Illinois)
Lee – wieś w Stanach Zjednoczonych, w stanie Illinois, w hrabstwie DeKalb.